# Pjotr-Kriwonos-Nunatak
Der Pjotr-Kriwonos-Nunatak (russisch Нунатак Петра Кривоноса Nunatak Petra Kriwonossa) ist ein Nunatak im westantarktischen Queen Elizabeth Land. Er ragt in der Neptune Range der Pensacola Mountains auf.
Russische Wissenschaftler benannten ihn. Namensgeber ist der sowjetische Eisenbahner Pjotr Fjodorowitsch Kriwonos (1910–1980), einer der Initiatoren der Stachanow-Bewegung.